# Stranka slobode i pravde
Stranka slobode i pravde (SSP), deutsch: Partei der Freiheit und Gerechtigkeit, ist eine sozialdemokratische politische Partei in Serbien.

## Geschichte
Dragan Đilas gründete die Partei im April 2019, nachdem er und viele jetzige Mitglieder der SSP, die Demokratische Partei verlassen hatten. Am 19. April 2019 kündigte Dragan Đilas an, dass Marinika Tepić, Borko Stefanović und Dejan Bulatović die stellvertretenden Parteichefs werden.